# Allfarblori

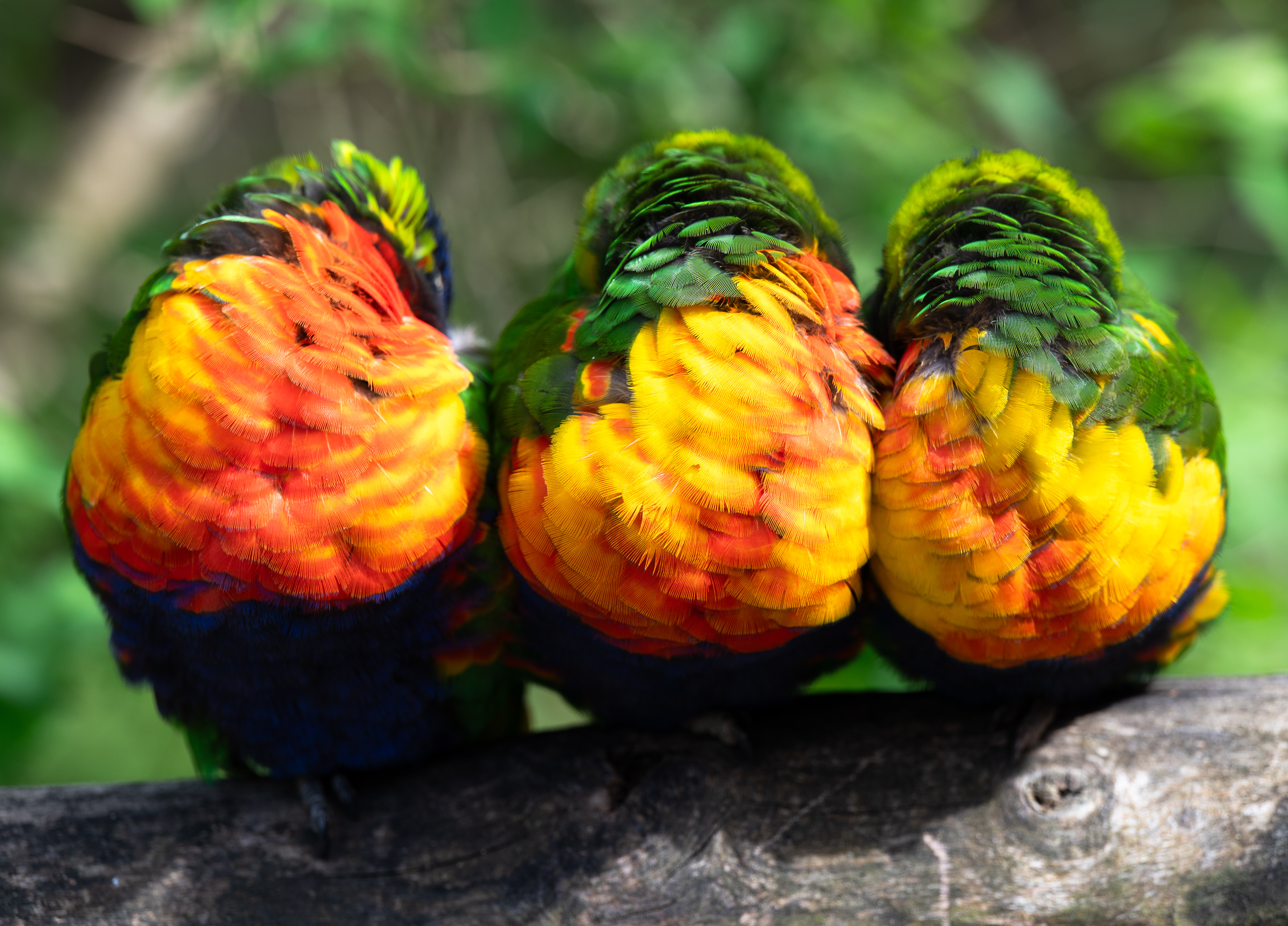
Detailreiche Aufnahme der Rückenfedern

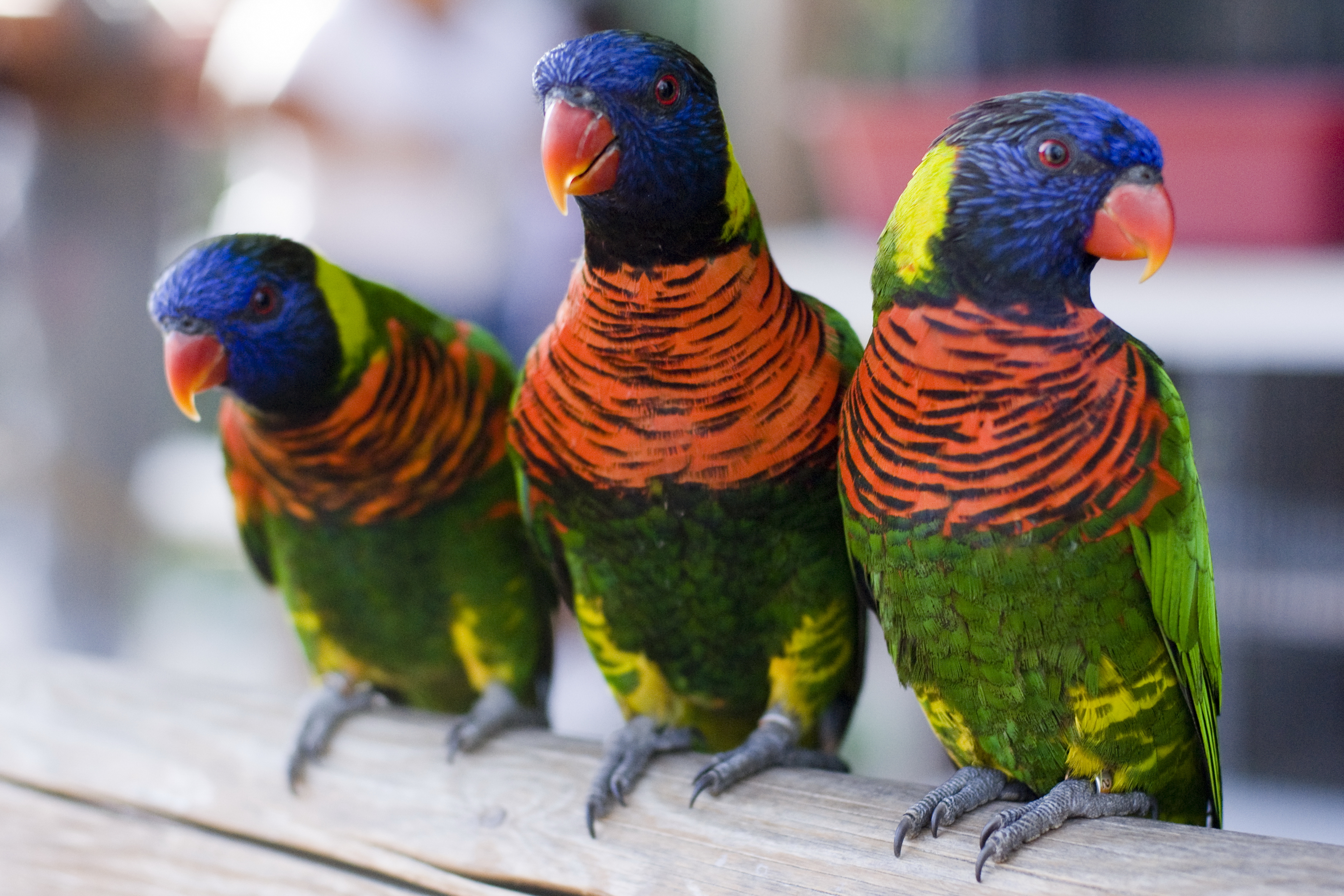
Allfarbloris
(T. h. haematodus)

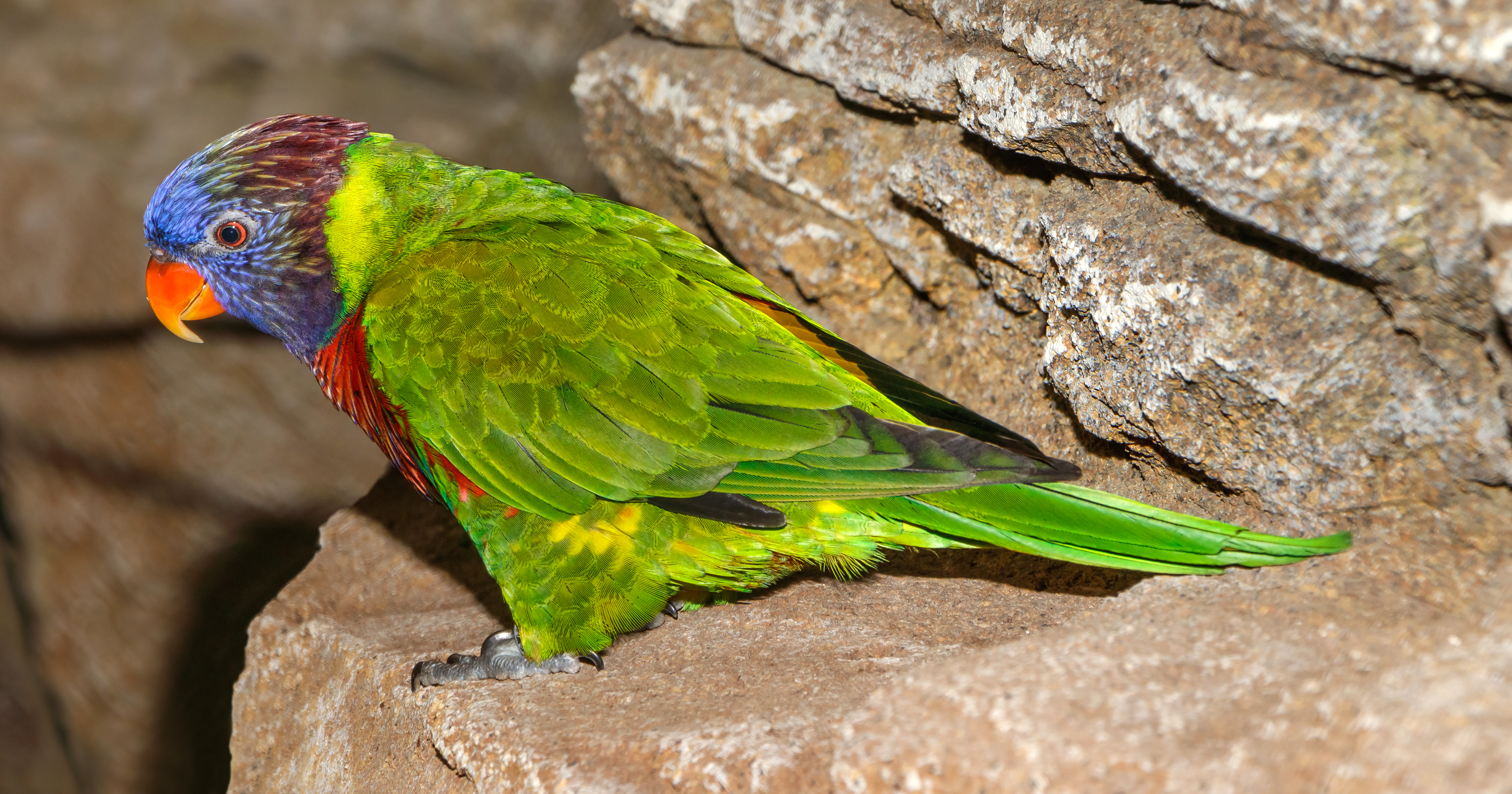
Allfarblori (deplanchii)
(T. h. deplanchii)

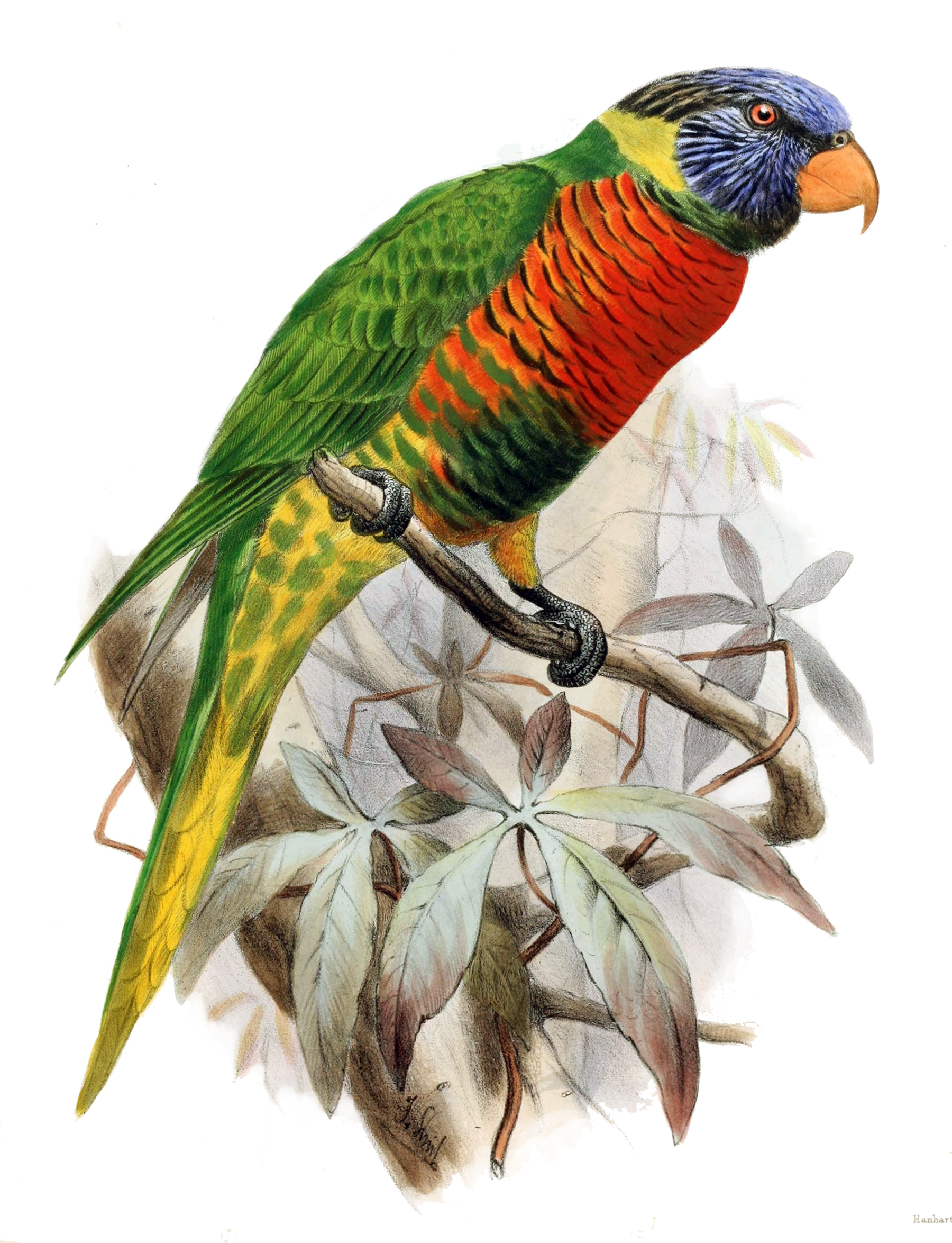
Allfarblori (nigrogularis oder brooki)
(T. h. nigrogularis)

Der Allfarblori (Trichoglossus haematodus) ist eine Art aus der Familie der Altweltpapageien.

## Merkmale
Der Allfarblori misst 25–30 cm in der Länge und wiegt etwa 109–137 g. Der Schnabel ist orangerot, der Kopf dunkelblau und geht am Hals in braun über. Er hat einen gelben Kragen und grüne Oberpartien. Die Brust ist rot mit blauschwarzer Bänderung und der Bauch ist grün mit gelber Bänderung. Der Schwanz ist oben grün und unten grün-gelb gestreift. Die Iris des Männchens ist leuchtend rot, während sie beim Weibchen orangerot ist.
Wie alle Loris besitzt auch der Allfarblori eine lange, schmale Zunge, deren Spitze dicht mit Papillen besetzt ist. Wenn ein Lori seine Zunge in eine Blüte steckt, richten sich diese Papillen auf. Dadurch wird der Nektar, wie mit einem Schwamm, aufgesogen. Zieht der Vogel die Zunge zurück in den Schnabel, wird der Nektar an Hautfalten im Gaumen ausgedrückt.
Der Flug der Allfarblori ist schnell und gradlinig. Wenn sie größere Distanzen überwinden, fliegen sie häufig in beträchtlichen Höhen. Charakteristisch für ihre Flugsilhouette sind die langen, spitz auslaufenden Flügel und der lange Schwanz.

## Verbreitung und Lebensraum
Der Allfarblori kommt in Indonesien, Neukaledonien, Papua-Neuguinea, auf den Salomon-Inseln und Vanuatu vor. Die Art hat ein breites Spektrum von Habitaten sowohl im Tiefland als auch auf bewaldeten Hügeln bis zu einer Höhe von 2'440 m und ist im Mangrovenwald, Regenwald, Nipapalmenwald, gemischtem Wald, Sümpfen und Savannen zu finden. Den Allfarblori findet man auch auf Kulturland wie auf Kokosnussplantagen oder landwirtschaftlich genutzten Flächen.

## Lebensweise

### Verhalten
Allfarbloris leben wie andere Lori-Arten hauptsächlich von Pollen und Nektar. Sie fressen außerdem aber auch Blüten und Knospen, Blattspitzen, Früchte, Samen und Beeren sowohl von heimischen als auch in ihrem Verbreitungsgebiet eingeführten Pflanzenarten.
Neben der speziellen Form der Nahrungsaufnahme zeichnen sich die Allfarbloris noch durch ihr agiles Verhalten aus. Obwohl sie bei der Nahrungssuche am Tag bis zu 50 km fliegend zurücklegen können, gelten sie nicht als ausgesprochen gewandte Flieger, wohl aber als die beweglichsten Kletterer unter den Papageien. Die paarweise oder in Schwärmen von bis zu einigen hundert Exemplaren lebenden Vögeln verraten sich stets durch ihr schrilles, für das menschliche Ohr eher unangenehme Krächzen.

### Fortpflanzung

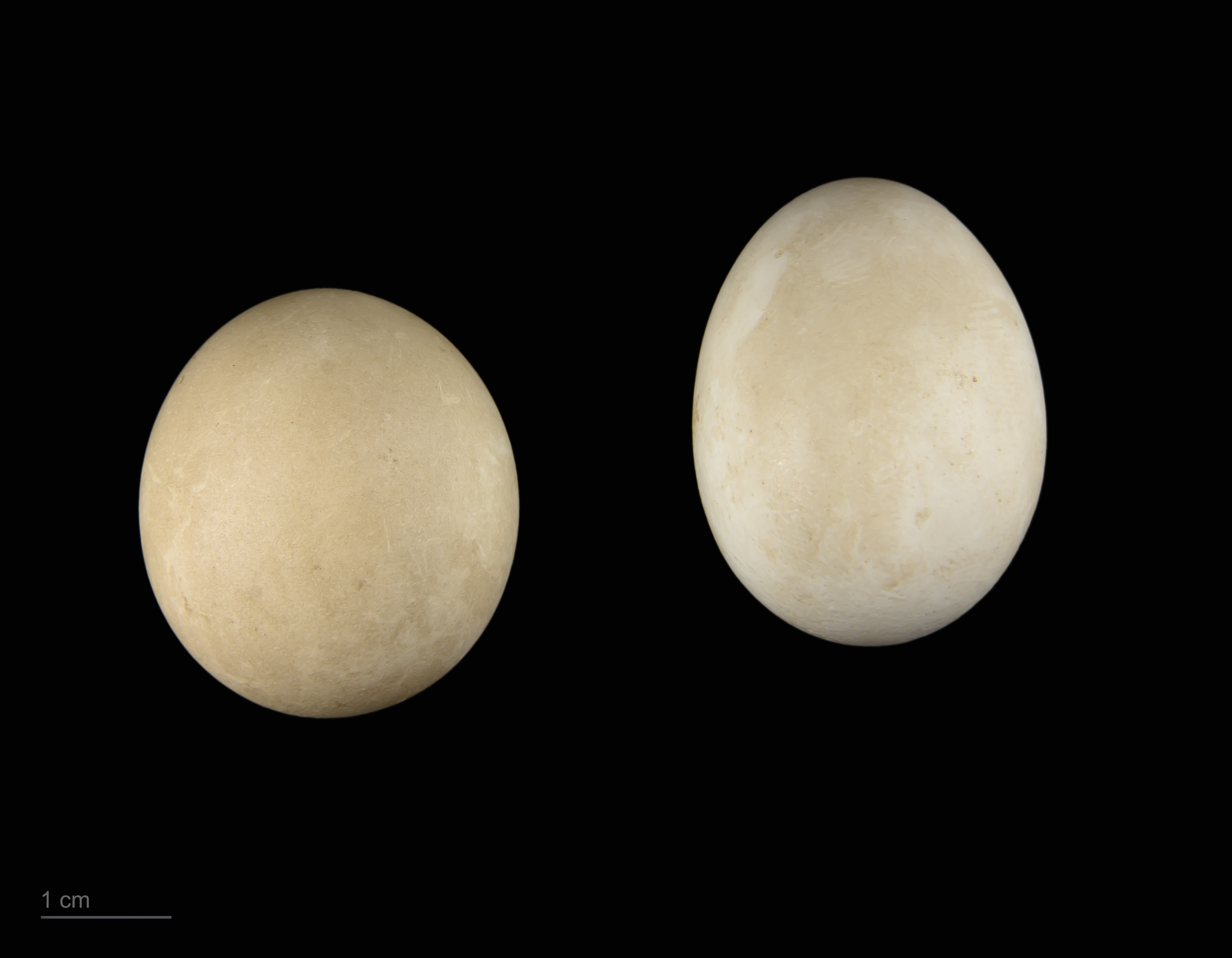
Trichoglossus haematodus

Allfarbloris leben in lebenslanger Einehe. Während der Balz hüpft das Männchen unter ständigem Wiegen des Kopfes um das Weibchen. Spielerisches Balgen, bei dem die Partner auch des Öfteren auf dem Rücken liegen, geht den häufigen Begattungen voraus. Das Ganze wird von permanentem Geschrei begleitet. Als Höhlenbrüter suchen sie sich einige Wochen nach der Paarung hohle Äste oder Baumhöhlen in bis zu 25 m Höhe. Das Weibchen legt in das mit morschem Holz ausgepolsterte Nest zwei bis drei Eier, die es 23 bis 26 Tage bebrütet. Während der Brut sind die Vögel auffallend ruhig. Beide Eltern übernehmen die sieben bis acht Wochen dauernde Aufzucht der Jungen, die mit etwa zwei Jahren selbst geschlechtsreif werden.

## Taxonomie
Der britische Naturforscher George Edwards beschrieb den Allfarblori erstmals 1758 in seinem Buch „Gleanings of Natural History“. Er gab ihm den Namen „Rotbrustsittich“ (red-breasted parrakeet). Zuvor hatte er ein ausgestopftes Exemplar erhalten, das aus Ostindien stammend in einem China-Lagerhaus in London aufgetaucht war. 1760 nahm der französische Zoologe Mathurin Jacques Brisson eine Beschreibung des Allfarbloris in seine Ornithologie auf, das auf einem Exemplar von der Insel Ambon in Indonesien beruhte. Er verwendete den französischen Namen „La perruche variée d'Amboine“ (Der vielfältige Sittich aus Ambon) und die lateinische Bezeichnung Psittaca amboinensis varia. Obwohl Brisson lateinische Namen geprägt hat, entsprechen diese nicht dem binomischen System und werden deshalb von der Internationalen Kommission für Zoologische Nomenklatur nicht anerkannt.
Carl Linnaeus beschrieb den Allfarblori 1771 offiziell als Psittacus haematod, wobei er anerkannte, dass beide früheren Autoren über dieselbe Art geschrieben hatten. Er hatte das kleingeschriebene Epitheton, das vollständig haematodus geschrieben sein sollte, abgekürzt, damit er im Druck nicht auf die nächste Zeile überschwappte. Die verkürzte Form wurde über viele Jahre beibehalten.
Für viele Jahre war der Allfarblori mit mindestens 20 Unterarten verbunden und war als Regenbogenlori bekannt. Heute wird dieser Name auf die ostaustralische Population angewandt, die als eigene Art Trichoglossus moluccanus klassifiziert ist.
Für die Liste der nachfolgend aufgeführten Unterarten des Allfarbloris sind folgende taxonomischen Organisationen zugezogen worden:
- Clements Checklist
- HBW Checklist/BirdLife International
- IOC/IOU

Gemäß den aufgeführten Behörden besteht eine Einigkeit bei sechs Unterarten, die dem Allfarblori zugewiesen werden können:
- Molukken Blauwangenallfarblori (T. h. haematodus (Linnaeus, 1771))[15] – Südliche Molukken, Norden von Neuguinea und Westneuguinea[16]
- Allfarblori (massena) (T. h. massena Bonaparte, 1854)[17] – östliches Neuguinea, Karkar, Bismarck-Archipel, Salomonen und Vanuatu[16]
- Allfarblori (deplanchii) (T. h. deplanchii J. Verreaux & Des Murs, 1860)[18] – Neukaledonien und Loyalitätsinseln[16]
- Allfarblori (nesophilus) (T. h. nesophilus Neumann, 1929)[19] – Ninigo-Inseln und Eremiteninseln[16]
- Allfarblori (flavicans) (T. h. flavicans Cabanis & Reichenow, 1876)[20] – Lavongai und Admiralty Island[16]
- Allfarblori (nigrogularis oder brooki) (T. h. nigrogularis G. R. Gray, 1858)[21] – Kai-Inseln, Aru-Inseln und südliches Neuguinea[16]

## Bestand und Gefährdung
Die aktuelle taxonomische Einordnung des Allfarblori hat dazu geführt, dass die Art auf der Roten Liste gefährdeter Arten zwar als „nicht gefährdet“ (Least Concern) eingestuft wird, dass die Population aber eine sinkende Tendenz im Bestand aufweist. Das hat auch mit dem ausgedehnten internationalen Handel zu tun. Von 1981 bis 2005 sind 100'388 Individuen im Handel gezählt worden. Allerdings wurde die Zählung vor der taxonomischen Neuordnung durchgeführt.

## Handel
Die Kontrolle des Handels wird über CITES Anhang II geregelt. Die Ein- und Ausfuhr sowie die Wiederausfuhr erfordert eine Genehmigung oder Bescheinigung des jeweiligen Ausfuhrstaates.

## Haltung als Ziervogel
Allfarbloris werden immer noch häufig als Ziervögel gehalten. Als Ersatz für Nektar erhalten sie ein spezielles Futter, die sogenannte Lori-Suppe, die im Handel erhältlich ist. Außerdem sind zusätzlich Pollen, Obst, stärkehaltige Samen und Zweige mit Knospen zu reichen.
Allfarbloris sind sehr anfällig für die Psittacine Beak and Feather Disease (PBFD; engl. für „Feder- und Schnabelkrankheit der Papageien“). Dies ist eine hoch ansteckende virale Infektion, die bei Papageienvögeln auftritt. Sie ist die häufigste Viruserkrankung bei Papageienvögeln in Deutschland und betrifft mittlerweile nicht mehr nur Großpapageien, sondern auch Wellensittiche und andere kleine Papageienvögel.
Der Erreger der PBFD ist das Beak and Feather disease virus (BFDV) aus der Virusgattung Circovirus. Es handelt sich dabei um kleine, 12–21 nm große, unbehüllte DNA-Viren. Circoviren sind sehr hoch ansteckend. Sie weisen eine hohe Tenazität in der Umwelt auf und werden nur durch wenige Desinfektionsmittel (z. B. Glutaraldehyd) sicher inaktiviert. Die Infektion erfolgt durch orale Aufnahme des Virus oder über eine aerogene Tröpfcheninfektion. Durch die hohe Tenazität ist auch die indirekte Übertragung durch unbelebte Vektoren (Käfigmobiliar, Kleidung, Krallenschere etc.) möglich. Die Inkubationszeit, also der Zeitraum von der Infektion bis zur eigentlichen Erkrankung, kann sich über Monate oder sogar Jahre hinwegziehen. Daher ist bei Tierzukäufen ein sehr hohes Risiko für eine Einschleppung der Erkrankung in eine Vogelhaltung gegeben.
Während PBFD bei vielen Papageienarten tödlich verläuft, verlieren Allfarbloris meist nur ihr Gefieder. Offenbar haben Allfarbloris eine natürliche Resistenz gegen diese Erkrankung. Das Virus, das sie befällt, unterscheidet sich auch genetisch von dem Virus, das andere Papageienarten befällt. Um die Bestände jedoch frei von dieser Viruserkrankung zu erhalten, wird ein sofortiges Töten der erkrankten Loris dringend empfohlen.